# 山形県道31号舟形大蔵線
山形県道31号舟形大蔵線（やまがたけんどう31ごう ふながたおおくらせん）は、山形県最上郡舟形町から最上郡大蔵村に至る県道（主要地方道）である。

## 概要

### 路線データ
- 起点：最上郡舟形町舟形（国道13号交点）
- 終点：最上郡大蔵村清水（国道458号交点）

## 歴史
- 1993年（平成5年）5月11日 - 建設省から、県道舟形大蔵線が舟形大蔵線として主要地方道に指定される[1]。

## 路線状況

### 街道名
- 舟形街道（舟形 - 清水）

### 橋梁
- 長者原橋（舟形町、最上小国川）

## 地理

### 通過する自治体
- 最上郡
  - 舟形町
  - 大蔵村

途中、舟形町と新庄市の境界上を通過する。

### 交差する道路
- 国道13号
- 山形県道36号新庄次年子村山線
- 山形県道330号福寿野熊高線
- 国道458号（本合海バイパス）